# Байрак (Богодуховский район)
Байрак (укр. Байрак), село, Червононивский сельский совет, 
Богодуховский район, Харьковская область, Украина.
Код КОАТУУ — 6320888803. Население по переписи 2001 г. составляет 39 (18/21 м/ж) человек.

## Географическое положение
Село Байрак находится между урочищами Шевченковка и Зеленый Гай на правом склоне балки Копанная. По дну балки протекает безымянный ручей на котором сделано несколько запруд.
В 0,5 км расположен посёлок Викторовка. В 3-х км протекает река Сухой Мерчик. К селу примыкает небольшой лес (дуб, сосна). Вокруг села большие садовые массивы.

## Происхождение названия
Слово байрак происходит от тюркского «балка»; так обычно называется сухой, неглубоко взрезанный овраг, зачастую зарастающий травой либо широколиственным лесом.
Слово байрак распространено на юге Европейской части СССР, в лесостепной и степной зоне. От названия «байрак» происходит название байрачных лесов, где растут обычно следующие породы деревьев — дуб, клён, вяз, ясень, липа.
На территории Украины имелись минимум 19 сёл и посёлков с названием Байрак, из них шесть - в Харьковской области в её современных границах.

## История
- 1928 - дата основания колхоза согласно сайту ВРУ. Хутор основан ранее.

## Достопримечательности
- Братская могила советских воинов. Похоронены 84 павших воина.